# Tigdidine
Tigdidine (também escrito Tiguedidine) é uma vila localizada na comuna de Djamaa, na província de El Oued, Argélia. A vila está a 4 quilômetros (2,5 milhas) a leste de Djamaa.